# Bucephaloptera robusta
Bucephaloptera robusta är en insektsart som beskrevs av Karabag 1956. Bucephaloptera robusta ingår i släktet Bucephaloptera och familjen vårtbitare. Inga underarter finns listade i Catalogue of Life.